# Svalor
Svalor (Hirundinidae) är en familj i ordningen tättingar med 80-talet arter.

## Utseende
Det mest karaktäristiska med svalorna är deras form som bara kan förväxlas med seglare, som de dock inte alls är närbesläktade med. Svalornas fjäderdräkt går främst i mörka toner som svart, mörkblått och mörkgrönt, men även i gråa och bruna nyanser med kontrastrika inslag av vitt och rött. Svalornas klor är mycket korta och svaga, på främre sidan till större delen täckta av flera skilda plåtar. Näbben är tunn, bred, platt, kluven ända upp under ögonen och i spetsen lätt nedböjd, med en inskärning bakom spetsen. Handpennorna som är nio till antalet (ibland förekommer dock ett rudiment till en tionde) är mycket starkt förlängda och hoplagda omkring tio gånger längre än tarsen, som är kort, varför svalorna går med en viss svårighet. Stjärten är kluven och bildas av tolv pennor.

## Utbredning
Svalor förekommer över alla delar av jorden med undantag av Arktis och Antarktis. De är värmeälskande och förekommer främst i tropikerna med 40 häckande arter Afrika och 35 i tropiska Amerika. I alla tempererade områden är de flyttfåglar.

## Ekologi
De är sociala och tillbringar stor tid med att flygande i hög hastighet fånga insekter, som de jagar med uppspärrad näbb. Till skillnad från tornseglarna flaxar svalorna betydligt mer med vingarna och segelflyger betydligt mindre. När svalor vilar sitter de på tak, stenar och andra upphöjda ställen; på marken sätter de sig endast undantagsvis. De flesta arter häckar kolonivis.

## Systematik
Tidigare behandlades svalorna som en rätt särpräglad grupp tättingar, men DNA-studier visar att de ingår i den så kallade överfamiljen Sylvioidea, som även inkluderar lärkor, sångare, stjärtmesar och timalior.
Familjen delas upp i två underfamiljer där de två arterna flodsvalor Pseudochelidoninae förs till en egen underfamilj medan alla andra svalor tillhör underfamiljen Hirundininae. Den senare kan vidare delas in i tre grupper: amerikanska svalor som häckar i bohål, inklusive gamla världens backsvalor; afrikanska svalor av släktet Psalidoprocne samt de monotypiska släktena Pseudhirundo och Cheramoeca i Afrika respektive Australien; övriga svalor med utbredning över hela världen som murar sina bon, inklusive ladusvala och hussvala.
Fram tills nyligen har släktesindelningen varit kontroversiell, men nu råder det konsensus kring att exempelvis släktet Hirundo som tidigare omfattade ett 40-tal arter istället bör delas upp på flera. 
Listan nedan följer AviList:

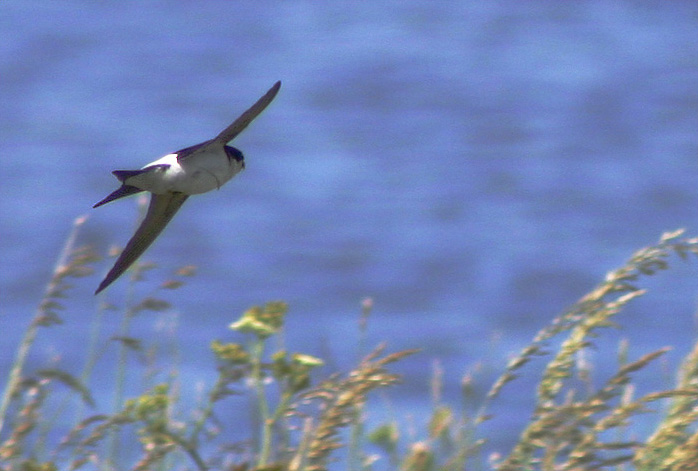
Hussvala (Delichon urbica)

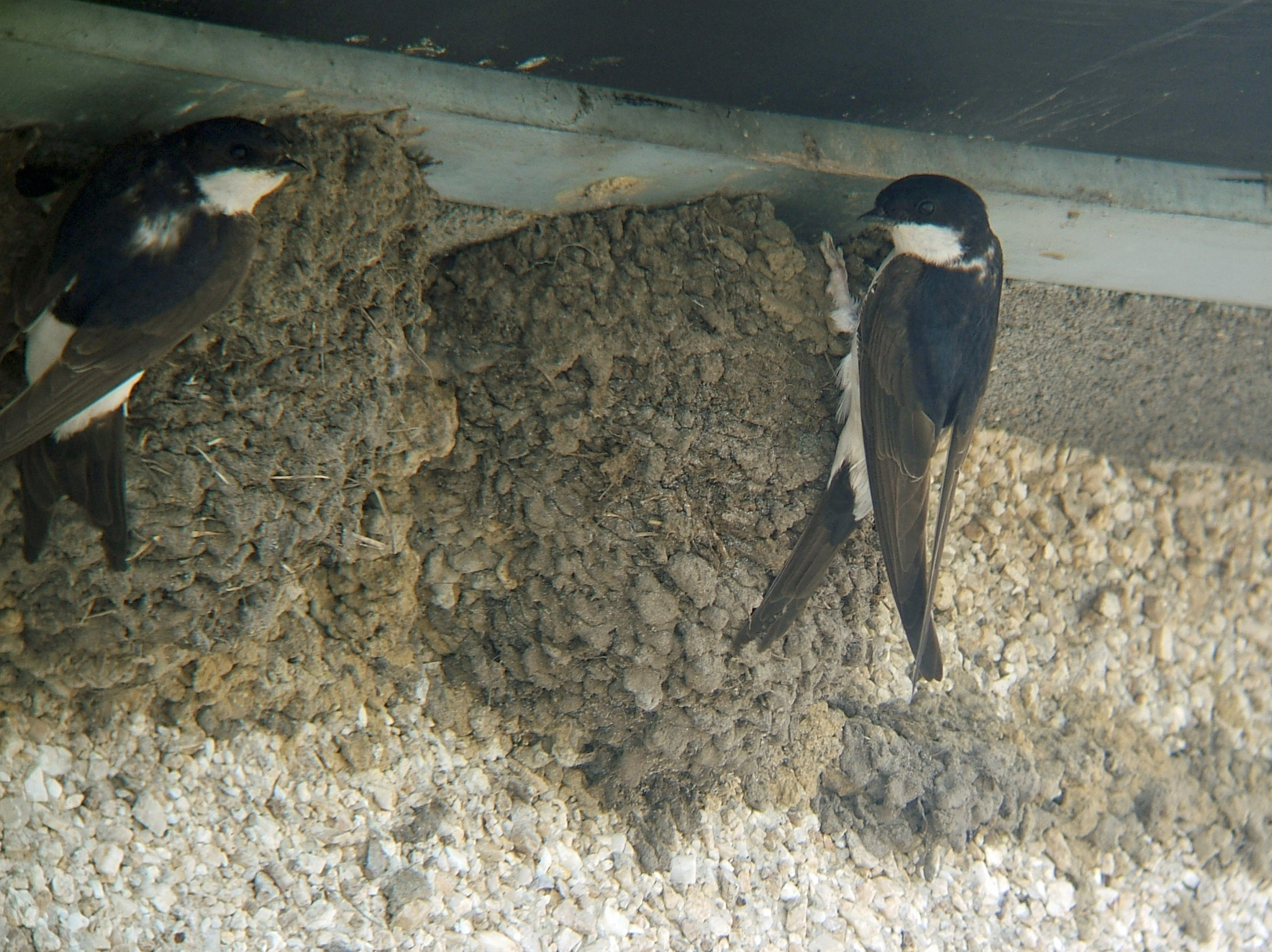
Hussvala (Delichon urbica) vid sitt bo

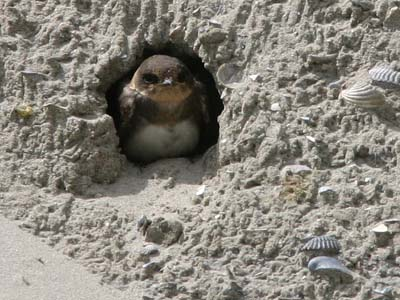
Backsvala (Riparia riparia) vid sitt bo

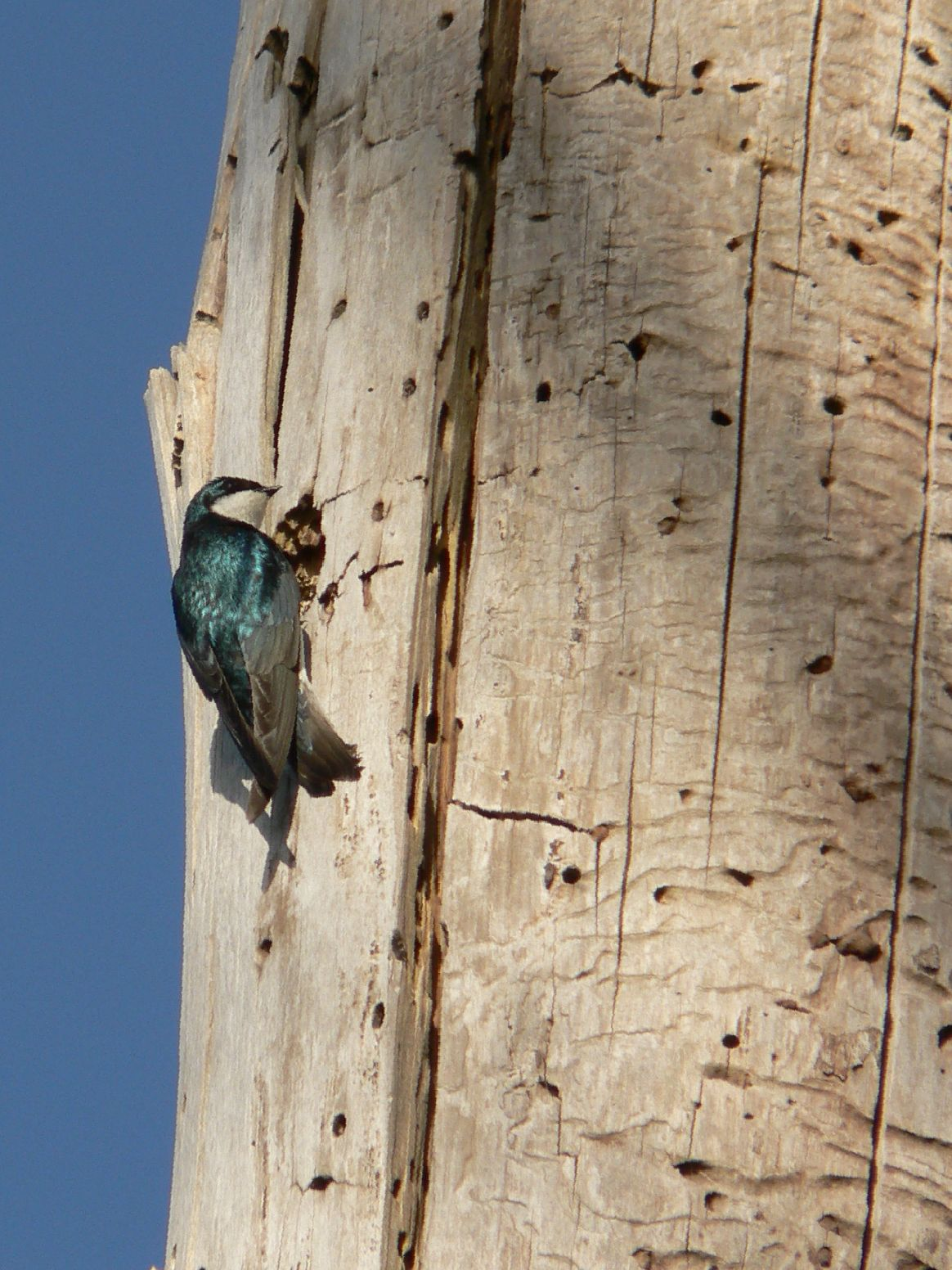
Trädsvala (Tachycineta bicolor) vid sitt bo

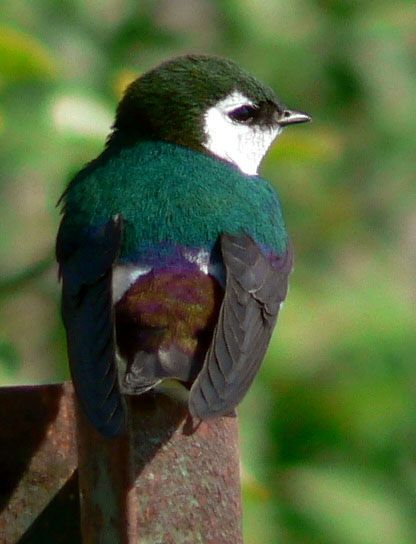
Violettgrön svala (Tachycineta thalassina)

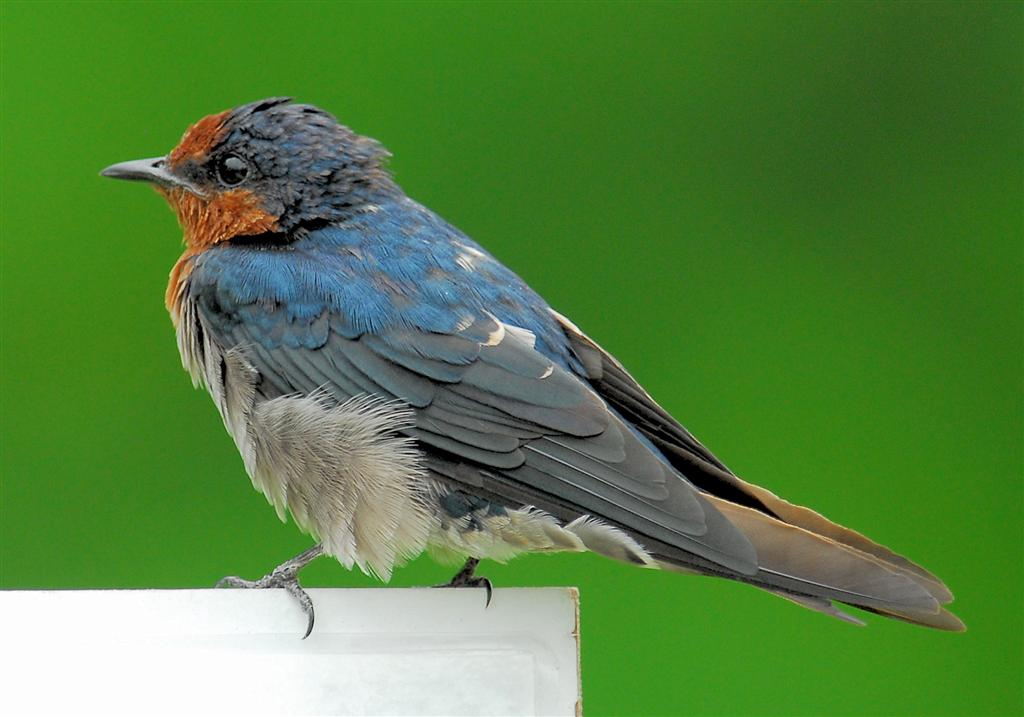
Kustsvala (Hirundo javanica)

- Pseudochelidon – två arter, varav en akut hotad
- Psalidoprocne – fem arter
- Cheramoeca– vitryggig svala
- Pseudhirundo – grågumpsvala
- Phedina – en art, madagaskarsvala
- Phedinopsis – en art, kongosvala
- Neophedina – en art, bandsvala
- Riparia – sex arter, bland andra backsvala
- Tachycineta – nio arter
- Progne – nio arter storsvalor
- Stelgidopteryx – två arter kamvingesvalor
- Atticora – tre arter
- Pygochelidon – två arter
- Alopochelidon – en art, rosthuvad svala
- Orochelidon – tre arter
- Ptyonoprogne – fem arter klippsvalor
- Hirundo – 16 arter, bland andra ladusvala
- Atronanus – skogssvala
- Delichon – fyra arter, bland andra hussvala
- Cecropis – nio arter
- Petrochelidon – tio arter

## Svalor och människan

### Närheten till människan
Många arter av svalor lever nära människan och bygger sina bon i anslutning till, eller till och med inne i bostadshus, lador och liknande. Den är en insektsätare som äter skadeinsekter och till skillnad från sparvar och andra insektsätare i människans närhet äter den inte frön, och tar därför inte människans föda eller utsäde och förstör inte skördar. Detta är några orsaker till varför svalan ofta är omtyckt och har fått en stark ställning inom flera kulturer. Hos  Anufofolket i Ghana är svalan helig, i Bulgarien anses den bringa glädje och lycka, i Kroatien är den en symbol för livet och i Kina är den ett lyckoomen. I Nordamerika finns en hel kultur kring den blå storsvalan och att sätta upp specifika fågelholkar för dem är mycket vanligt. Svalornas positiva status gör i sin tur att de som faktiskt hyser agg mot fåglarna ter sig underliga. Naturvetaren Alexander Wilson (1766–1813) skrev att han under hela sitt liv bara träffat en person som ogillade svalor och att matematikern Pytagoras sa till sina elever att de aldrig skulle låta svalor bygga bon i deras hus, omskrivs som en gåta.

### Symbol för våren
På många platser, både på norra och södra halvklotet är svalor en signifikant flyttfågel, och på norra halvklotet är den en viktig symbol både för fåglars flyttning och för att sommaren är i antågande. Ett tydligt exempel är ordspråket "En svala gör ingen sommar", först dokumenterat i det grekiska dramat Cratinus från 500 f.Kr. Ordspråket, som betyder att man kan inte ta en enstaka händelse som intäkt för ett större skeende, bedöms vara ett av de mest spridda i världen som omfattar fåglar, och förekommer i varianter i Syd- och Nordamerika, över hela Europa inklusive Belarus och Ukraina, i Zulu- och Xhosaspråkiga områden i södra Afrika, i Mellanöstern och Australien.
Den välkända myten om att svalorna gömmer sig i vattendrag under vintern, istället för att flytta till varmare länder, finns beskriven i Olaus Magnus Historia om de nordiska folken Bok 19, "Om fåglarna", kap.29 från 1555. Carl von Linné skrev om storkarna i sin Skånska resa 1749 "Om de fara till de varma länder, eller om de vila på sjöbotten med svalorna, är ännu ovisst".

### Förmåga att spå väder
Inom folklore i många delar av världen har det varit brukligt att studera svalor för att spå väder. Tanken är att när svalorna flyger högt blir det soligt och varmt, men flyger de lågt utefter marken väntas mulet och regnigt väder. Orsaken till detta beteende är att de insekter som flera arter av svalor har som huvudföda befinner sig på högre höjd vid högtryck och på lägre höjd vid lågtryck. Varför insekterna befinner sig på olika höjd vid olika lufttryck är osäkert, men kan ha att göra med termiken under varma dagar, då varma luftströmmar stiger från marken. En ytterligare förklaring skulle vara att insekter är växelvarma och föredrar den höjd där temperatur och tryck är mest idealt.

### Språk
Etymologin för "svala" är oklar. Ordet går tillbaka till urgermanska swalwon, som även gett liktydiga engelska swallow och tyska Schwalbe, m.fl. Vidare ursprung är osäkert, men möjligen går det tillbaka till ett urindoeuropeiskt swol-wi-, varav även ryska соловей, solovej, "näktergal". En annan möjlighet är att det är besläktat med det första ledet i grekiska ἀλκυών, alkyon, "kungsfiskare" (också kallad isfågel). Denna stam är troligtvis densamma som i grekiska ἅλς, "salt", av samma rot som salt.
Ordet "svala" kan även användas som liknelse för något som passerar snabbt eller är säsongsbundet. Ett vikt pappersplan kallas ibland för papperssvala.

## Galleri

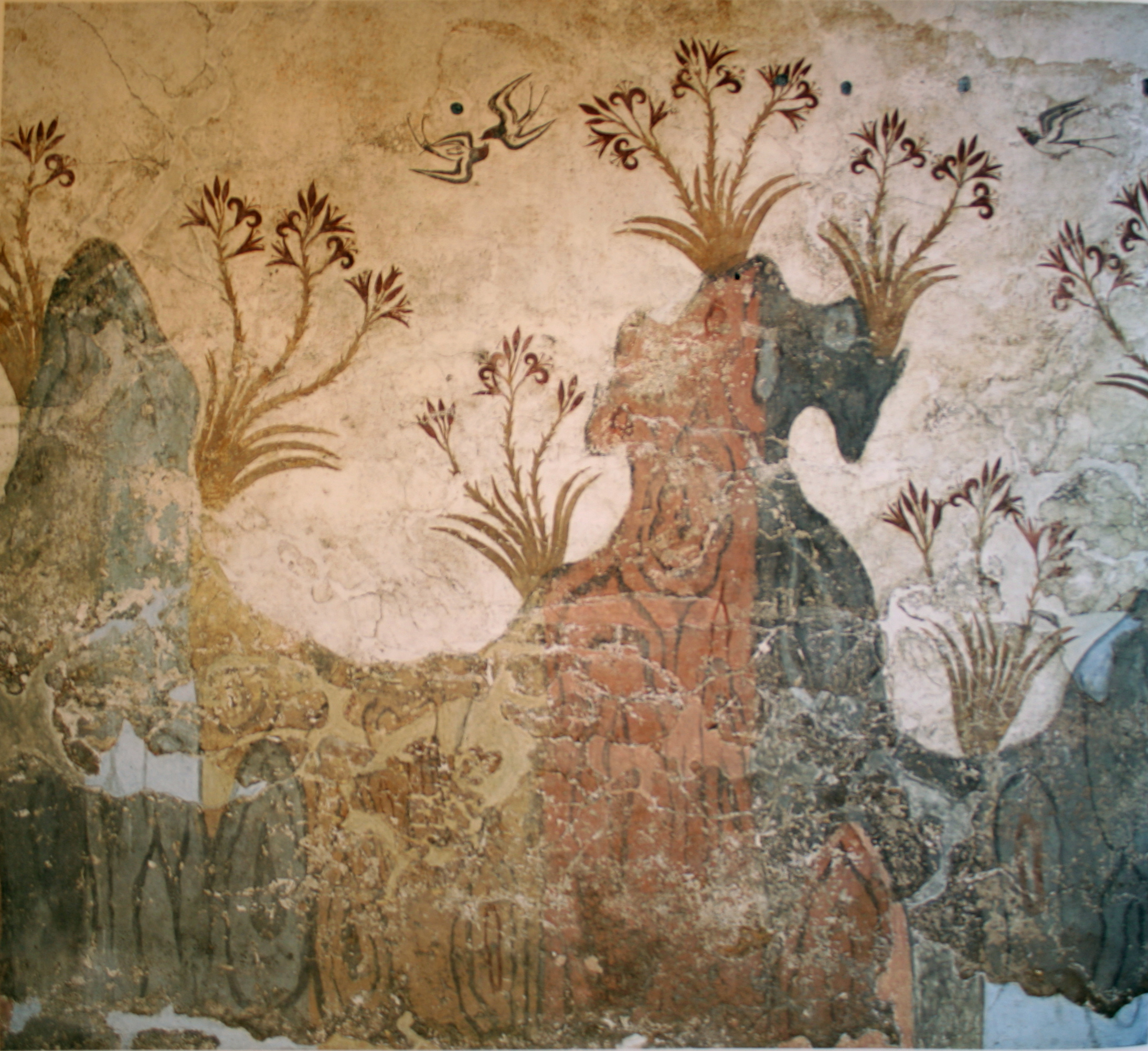
Vårfresken i Akrotiri, på ön Santorini i Grekland, en av de äldsta och bäst bevarade konstföremålen från bronsålder, är över 3600 år gammal och avbildar bland annat ladusvalor.
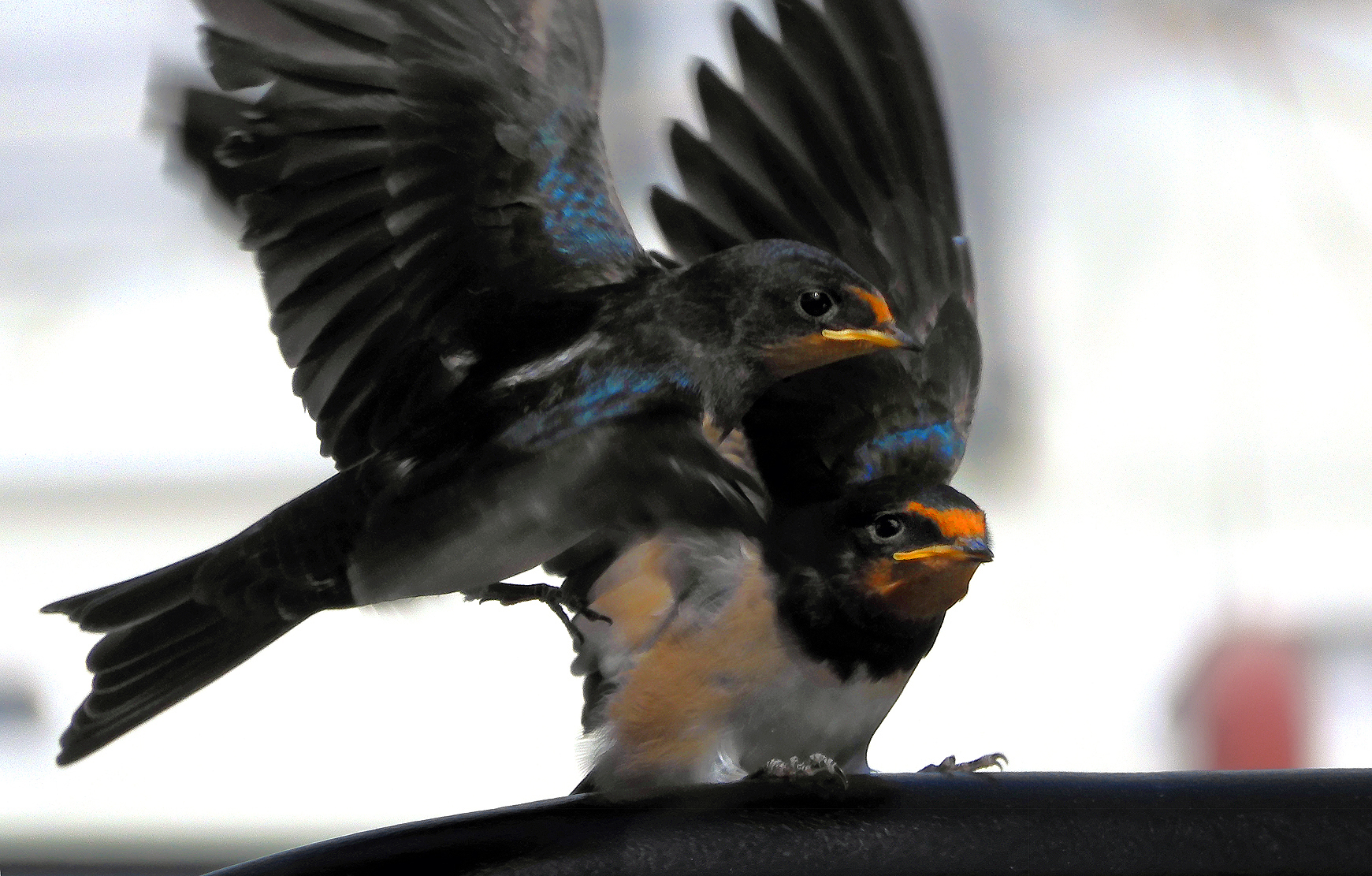
Juvenila ladusvalor, som ännu inte fått sina för arten karakteristiska stjärtspröt.
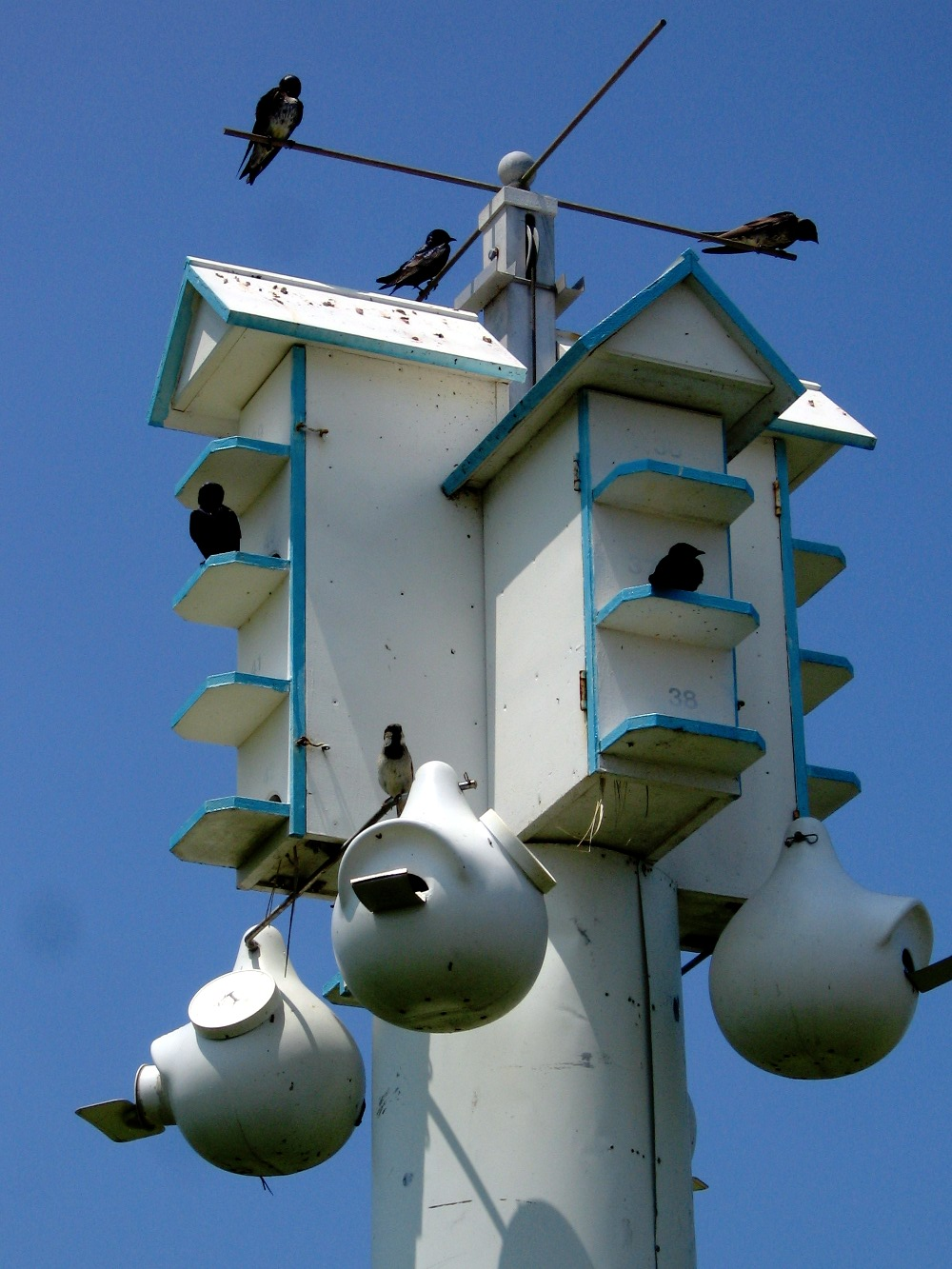
Att sätta upp speciella fågelholkar för blå storsvala är vanligt i Nordamerika.
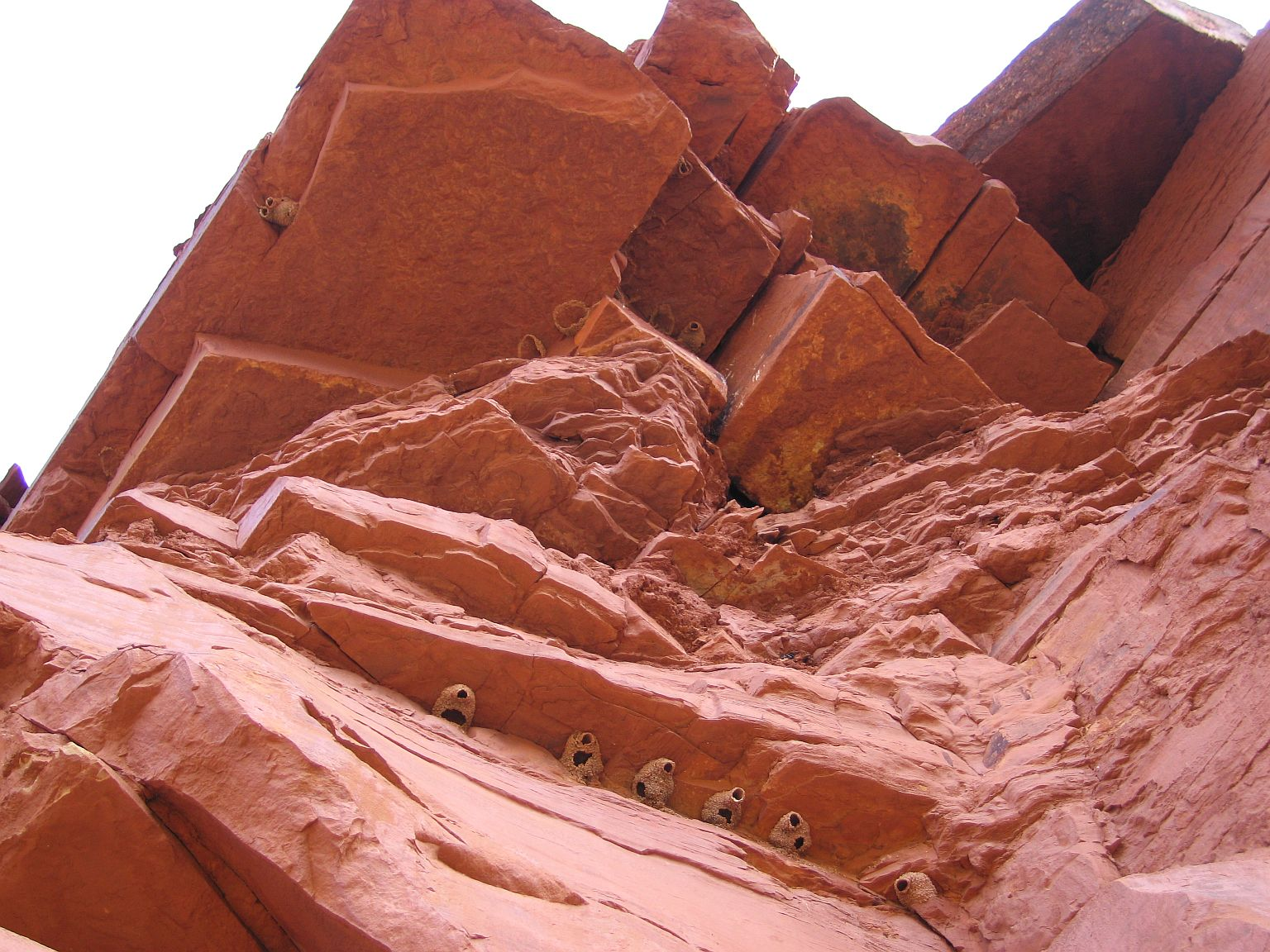
Bon av stensvala (Petrochelidon pyrrhonota)